# Giro di Toscana 1970
Il Giro di Toscana 1970, quarantaquattresima edizione della corsa, si svolse il 5 aprile su un percorso di 228 km, con partenza a Piancastagnaio e arrivo a Scandicci. Fu vinto dall'italiano Gianfranco Bianchin della Molteni davanti ai suoi connazionali Ernesto Jotti e Romano Tumellero.

## Ordine d'arrivo (Top 10)
| Pos. | Corridore           | Squadra        | Tempo    |
| ---- | ------------------- | -------------- | -------- |
| 1    | Gianfranco Bianchin | Molteni        | 5h55'00" |
| 2    | Ernesto Jotti       | Scic           |          |
| 3    | Romano Tumellero    | Ferretti       |          |
| 4    | Julien Van Lint     | Germanvox-Wega |          |
| 5    | Giuseppe Grassi     | Filotex        |          |
| 6    | Alfio Poli          | Filotex        |          |
| 7    | Alberto Della Torre | Filotex        |          |
| 8    | Vittorio Cumino     | Filotex        |          |
| 9    | Adriano Pella       | Germanvox-Wega |          |
| 10   | Celestino Vercelli  | Germanvox-Wega |          |